# Dmitrij Lipskierow
Dmitrij Michajłowicz Lipskierow (ros. Дмитрий Михайлович Липскеров; ur. 12 lutego 1964 w Moskwie) – rosyjski pisarz, aktor, scenarzysta, dramaturg i biznesmen.

## Biografia
Ojciec, Michaił Lipskierow, był scenarzystą filmów animowanych (m.in. Maluszek). Matka, Inna Lipskierowa, była redaktorką Państwowego Domu Nagrań Radiowych (ros. Государственный Дом Радиозаписи). 
W latach 1981–1985 studiował w Wyższej Szkole Teatralnej im. B. Szczukina w Moskwie. W 1984 roku wystąpił w filmie Osoboje podrazdielenije Gieorgija Szczukina. 
Działalność literacką rozpoczynał jako dramaturg. W 1989 roku w teatrze studyjnym pod kierownictwem Olega Tabakowa wystawiono sztukę Lipskierowa pt. Rieka na asfaltie (ros. Река на асфальте). W 1990 roku w Moskiewskim Teatrze „Lenkom” wystawiono sztukę Szkoła dla emigrantow (ros. Школа для эмигрантов) na podstawie napisanego w 1988 roku przez Lipskierowa utworu zatytułowanego Szkoła z tieatralnym ukłonom (ros. Школа с театральным уклоном).
W 1989 roku przystąpił do Związku Pisarzy ZSRR, stając się najmłodszym jego członkiem. 
W 1996 roku w miesięczniku literacko-artystycznym Nowyj mir ukazała się pierwsza powieść Lipskierowa – Sorok let Czanczżoe, która została potem wydana przez wydawnictwo Wagrius. Od 1997 do 1998 roku Lipskierow był scenarzystą programu Zołotaja lichoradka (ros. Золотая лихорадка), emitowanego na Pierwym kanale. 
W 2000 roku razem z Andriejem Skoczem, deputowanym Dumy Państwowej, powołali Niezależną Nagrodę Literacką „Debiut”.
Od 2006 do 2010 roku był członkiem Izby Społecznej Federacji Rosyjskiej i zastępcą przewodniczącego Komisji ds.  Kultury. W 2008 roku prezydent Dmitrij Miedwiediew wyraził wdzięczność za wkład w rozwój rodzimej literatury i aktywną społeczną działalność.
W 2008 roku ufundował Nagrodę Literacką „Nieformat” dla pisarzy w wieku do 27 lat.
W 2014 roku został laureatem nagrody „Dziedzictwo Literackie”.
Dimitrij Lipskierow miał dwie żony. Związek małżeński z Jeleną Drobyszewą trwał około 11 miesięcy, drugą żoną była Jelena Korikowa. Ze związku z Mariją Sołowjową (nigdy się nie pobrali) ma dwójkę dzieci: Konstantina, Sofję. 

## Twórczość
- Sorok let Czanczżoe (1996, ros. Сорок лет Чанчжое)
- Prostranstwo Gotliba (1998, ros. Пространство Готлиба)
- Poslednij son razuma (2000, ros. Последний сон разума)
- Grusza iz papje-masze (2001, ros. Груша из папье-маше)
- Palcy dla Kerołajn (2001, ros. Пальцы для Керолайн)
- Rodiczi (2001, ros. Родичи)
- Edipow kompleks (2002, ros. Эдипов комплекс)
- Russkoje stakatto – britanskoj matieri (2002, ros. Русское стакатто — британской матери)
- Osieni nie budiet nikogda (2004, ros. Осени не будет никогда)
- Leonid obiazatielno umriot (2006, ros. Леонид обязательно умрёт)
- Diemony w raju (2008, ros. Демоны в раю)
- Miaso sniegiria (2009, ros. Мясо снегиря)
- Wsiakij kapitan – primadonna (2011, ros. Всякий капитан — примадонна)
- Tieorija opisawszegosia malczika (2013, ros.Теория описавшегося мальчика)
- O niem i o baboczkach (2016, ros. О нем и о бабочках)

## Realizm magiczny w twórczości Lipskierowa
Lipskierow uważany jest za pisarza nawiązującego we wczesnej twórczości do realizmu magicznego. Rosjanin jest przypisywany do nurtu na podstawie elementów nakreślonych przez Katarzynę Mroczkowską-Brand. Krakowska badaczka wyszczególniła na podstawie kilkudziesięciu powieści XX wieku pięć punktów, które określają czy książka należy do realizmu magicznego:
- obecność martwych w świecie żywych
- przemieszanie sacrum z profanum
- magiczna struktura czasu (zerwanie z linearnym postrzeganiem czasu)
- zachowanie maksymalnego stopnia realności przy zdarzeniach niesamowitych
- fizyczne metamorfozy bohaterów

Pisarski debiut pisarza Sorok let Czanczżoe tytułem nawiązuje do Stu lat samotności Gabriela Garcii Márqueza. Tematyka obu utworów jest zbliżona. gdyż w każdym z nich głównym zagadnieniem jest miasto. U Marqueza Macondo, u Lipskierowa Czanczżoe. Ludzie pojawiają się tam znikąd, występuje zerwanie z linearnym postrzeganiem czasu. Przeszłość i teraźniejszość przenikają się równolegle. Wszelkie niezwykłe zjawiska (atak kur na miasto) przyjmowane są bez zdziwienia. Stylistyczne zabiegi Lipskierowa przedstawiają magiczną rzeczywistość w sposób jak najbardziej realny, co tym mocniej stawia go na pozycji następcy Marqueza.
Lipskierow twierdził, iż z każdą następną powieścią przechodzi od fantastycznego świata (równoległego naszemu) do absolutnego realizmu. Kolejną powieścią jawnie czerpiącą z realizmu magicznego jest Poslednij son razuma. Główny bohater Ilja Iljicz podlega trzem metamorfozom: w suma, gołębia i karalucha. Trzykrotnie pojawia się jego zmarła ukochana Ajza. Będąc pod postacią ryb płodzą dzieci, które rodzą się po dwóch dniach. Metamorfozy sprawiają, iż zaburzona zostaje linearność czasu. Wszelkie niesamowite wydarzenia Lipskierow opisał maksymalnie realistycznie, niekiedy z naturalistycznymi szczegółami.